# Vinzenz Bulhart
Vinzenz Bulhart (* 28. Dezember 1885 in Eibenschütz; † 18. Mai 1965 in Wien) war ein österreichischer Klassischer Philologe.

## Leben
Er studierte an der Universität Wien Klassische Philologie und wurde 1908 promoviert. Seit 1910 unterrichtete er als Gymnasialprofessor in Leoben. Ab 1922 war er Mitarbeiter des Thesaurus Linguae Latinae. Nach der Pensionierung 1950 wurde er 1954 in die Kirchenväterkommission der Österreichischen Akademie der Wissenschaften berufen. 1958 erhielt er an der Universität Wien eine Honorarprofessur für die Geschichte der lateinischen Sprache mit besonderer Berücksichtigung des Spätlateins, 1961 erlosch seine Lehrerlaubnis. 1963 wurde er korrespondierendes Mitglied der Österreichischen Akademie der Wissenschaften
Von 1957 bis 1965 war er Präsident der Österreichischen Orchideengesellschaft.

## Schriften (Auswahl)
- Evsebii Vercellensis Episcopi qvae svpersvnt. Turnholt 1957, OCLC 46138532.
- Tertullian-Studien. Wien 1957, OCLC 252091035.
- Gregorii Iliberritani episcopi Qvae svpersvnt. Turnholt 1968, OCLC 174874054.